# 1-butenă
1-butena este o alchenă și unul dintre izomerii butenei. Formula chimică este C4H8.

## Obținere
1-butena se poate produce ori prin separarea resturilor de hidrocarburi cu patru atomi de carbon rămase în urma rafinării sau prin dimerizarea etilenei. Prin distilare se obține un produs de puritate ridicată. 1-butena este folosită pentru producerea multor compuși chimici, cum ar fi polietilena, polipropilena, polibutena, oxidul de butilenă și butanona. 